# Grafo completo
Um grafo completo é um grafo simples em que todo vértice é adjacente a todos os outros vértices. O grafo completo de n vértices é frequentemente denotado por {\displaystyle K_{n}}.

## Número de arestas
O grafo {\displaystyle K_{n}} tem {\displaystyle {n \choose 2}={\frac {n(n-1)}{2}}} arestas (correspondendo a todas as possíveis escolhas de pares de vértices).

## Planaridade
O teorema de Kuratowski tem como consequência que um grafo {\displaystyle K_{n}} é grafo planar se e somente se {\displaystyle n\leq 4}.

## Subgrafos de um grafo completo
A quantidade de subgrafos de um grafo {\displaystyle K_{n}} é dada por:
{\displaystyle \textstyle \sum _{i=1}^{n}\displaystyle {\frac {n!}{i!(n-i)!}}*2^{i(i-1)/2}}